# Верхня палата

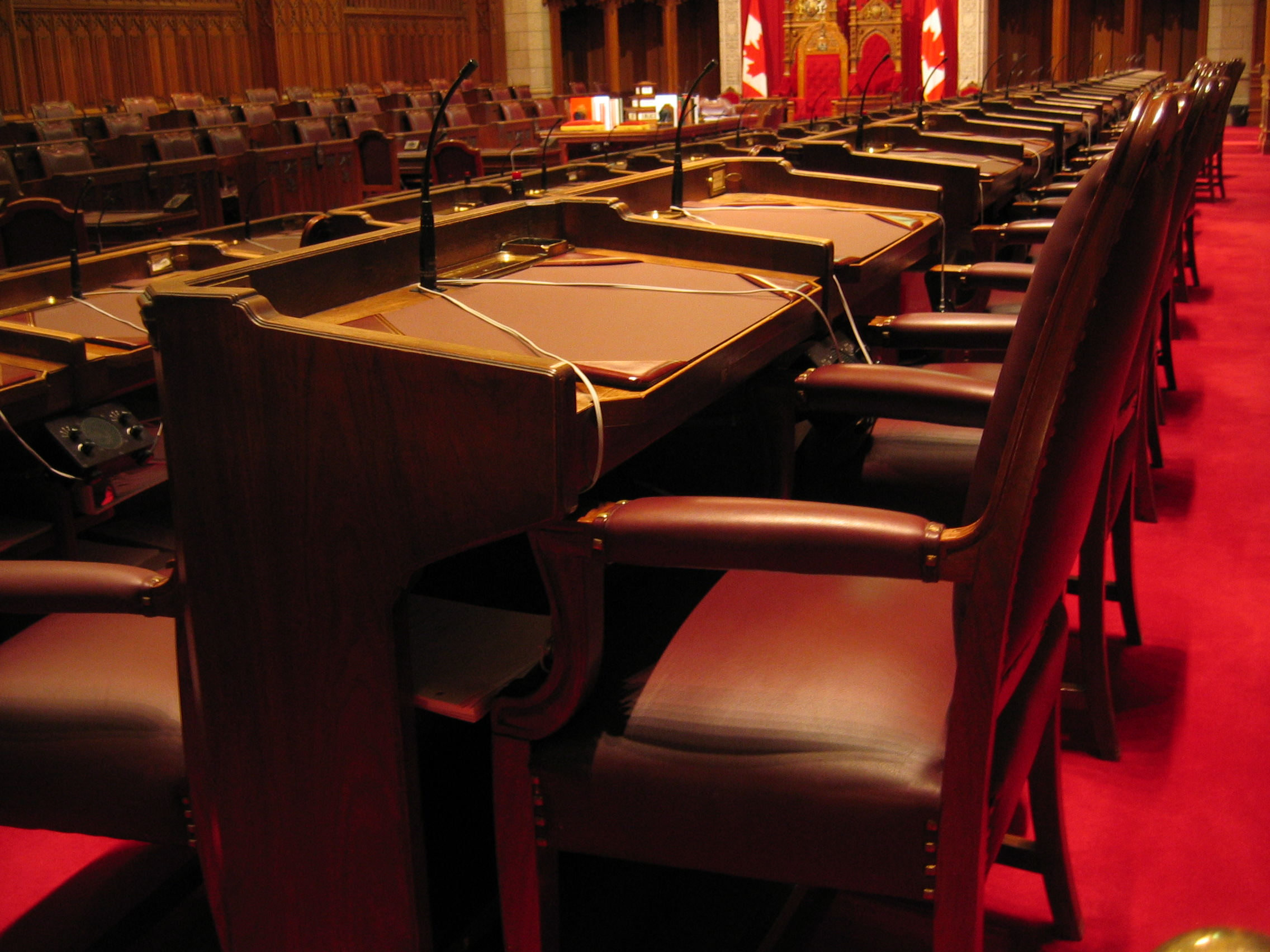
Сенат Канади. Оттава, Онтаріо.

Верхня палата, іноді згадується як Сенат — це одна з двох палат у системі Двопалатного законодавчого органу (чи одна з трьох палат у Трипалатному законодавчому органі), інша палата називається Нижньою палатою. Дана палата зазвичай менша за нижню і часто відрізняється повноваженями. Верхня палата часто обирається відмінним від нижньої способом, члени яких обираються на більші терміни, а також у рівних кількостях представляють області або штати, а не райони за кількістю населення. Прикладами таких палат може стати країни з Вестмінстерською системою: Палата лордів Великої Британії, Сенат Канади, Радж'я Сабха в Індії, а також у інших країнах, Рада Федерації у Росії,  Сенад Ерен у Ірландії і Сенат США.

## Характеристики Верхньої палати
Зазвичай відмінність з Нижньою палатою полягає в настпупних аспектах:
Повноваження:
- У Парламентській системі, часто має менші повноваження ніж нижня палата. Тому у деяких країнах Верхня палата голосує за:
  - Обмежені питання законотворчого процесу, наприклад поправки до конституції.
  - Не може ініціювати законопроєкт (або законопроєкт що стосується бюджету) .
  - Не може вручати вотум недовіри уряду, коли нижня палата може завжди.
- У Президентській республіці:
  - Практично рівна за повноваженнями з нижньою палатою.
  - Іноді має повноваження недоступні нижній палаті, наприклад:
    - Може надавати так звані Поради та згоди на деякі рішення виконавчої влади (наприклад призначення послів і суддів).
    - Може мати вирішальну силу у порядку імпічменту,прийнятих нижньою палатою щодо членів виконавчої влади.

Статус палати:
- У деяких країнах члени верхньої палати не обираються народом, а обираються не на пряму, за призначенням, або зовсім за спадком.
- У деяких випадках палати обираються за різними системами голосування (наприклад Австралія, де верхня палата обирається за пропорційною системою, а нижня — ні).
- У США менш населені штати мають можливість представляти свої інтереси на рівних з густонаселеними штатами, таким чином створюючи більш рівноправні умови загалом для федерації, проте дискримінуючи населення великих штатів. Докладніше у судовому процесі Рейнольдс проти Сімса .[2]
- Термін перебування у палаті вищий ніж у нижній палаті, або зовсім довічний.
- Члени палати можуть обиратись поступово, а не одночасно.
- У більшості країн уряд не має повноважень розпускати верхню палату, чого не скажеш про нижню.
- Зазвичай у ній менше мандатних місць ніж у нижній.
- Часто має вищий віковий поріг.

## Вплив верхньої палати

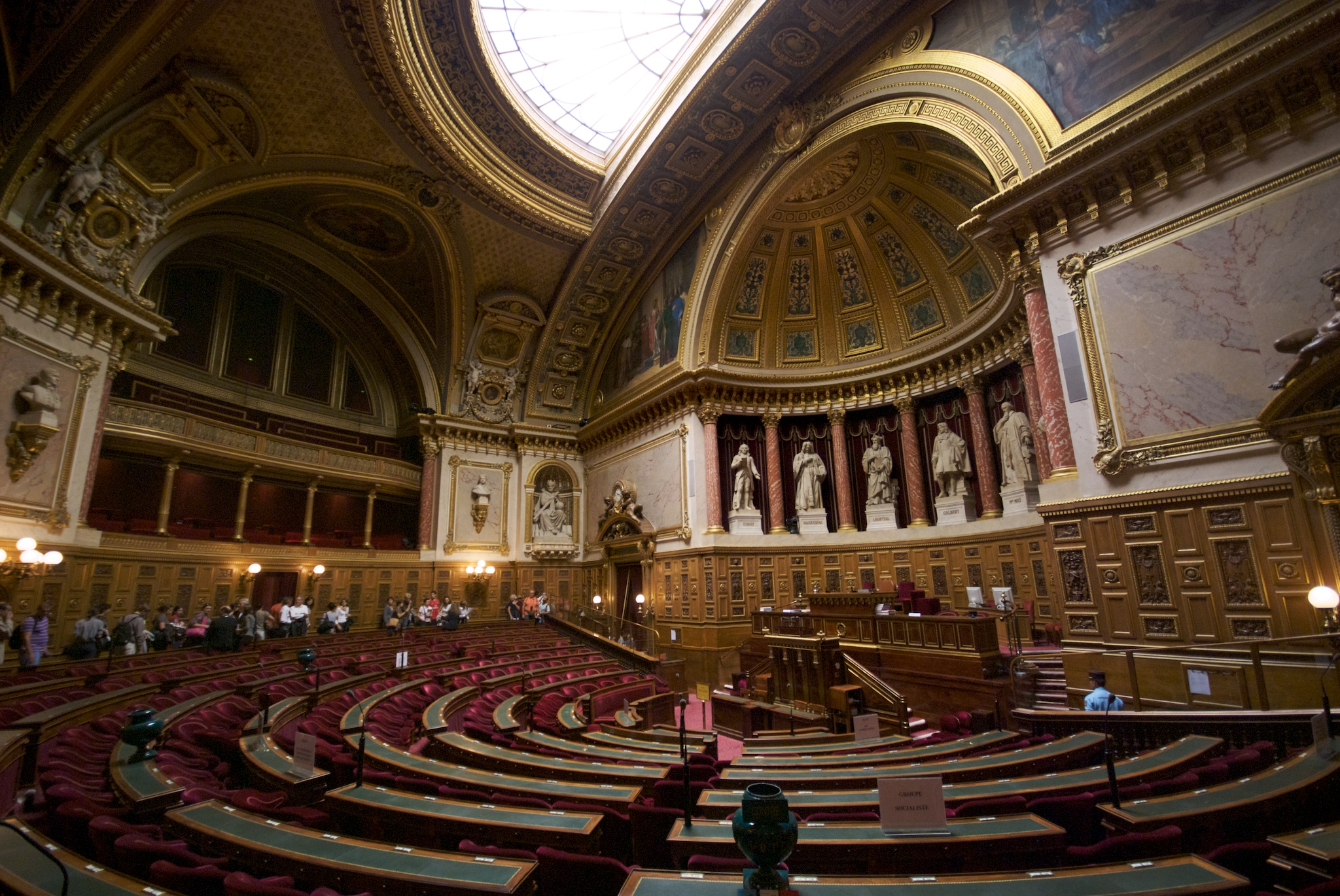
Французький сенат що засідає у Люксембурзькому палаці

### Парламентська система
Оскільки у державах з парламентською системою уряд формується законодавчим органом, то для більшої стабільності політичної системи верхня палата розглядається як консультативна або така що доповнює нижню. Тому на верхню палату накладаються певні обмеження:
- Відсутність функції контролю над виконавчою владою (чого не скажеш про президентські системи на кшталт США, де саме Сенат в основному несе функцію контролю над адміністрацією президента).
- У більшості випадків слабка можливість ветувати закон (проте у випадку Нідерландів верхня палата може не тільки ветувати закон, але й не зобов'язана вносити пропозиції для повторного розгляду).
- Відсутня можливість ініціювати закон.

Ідеологічно, роль Верхньої палати можна визначати як орган що більш детальніше доопрацьовує законопроєкти, що були прийнятті або недопрацьовані нижньою палатою.

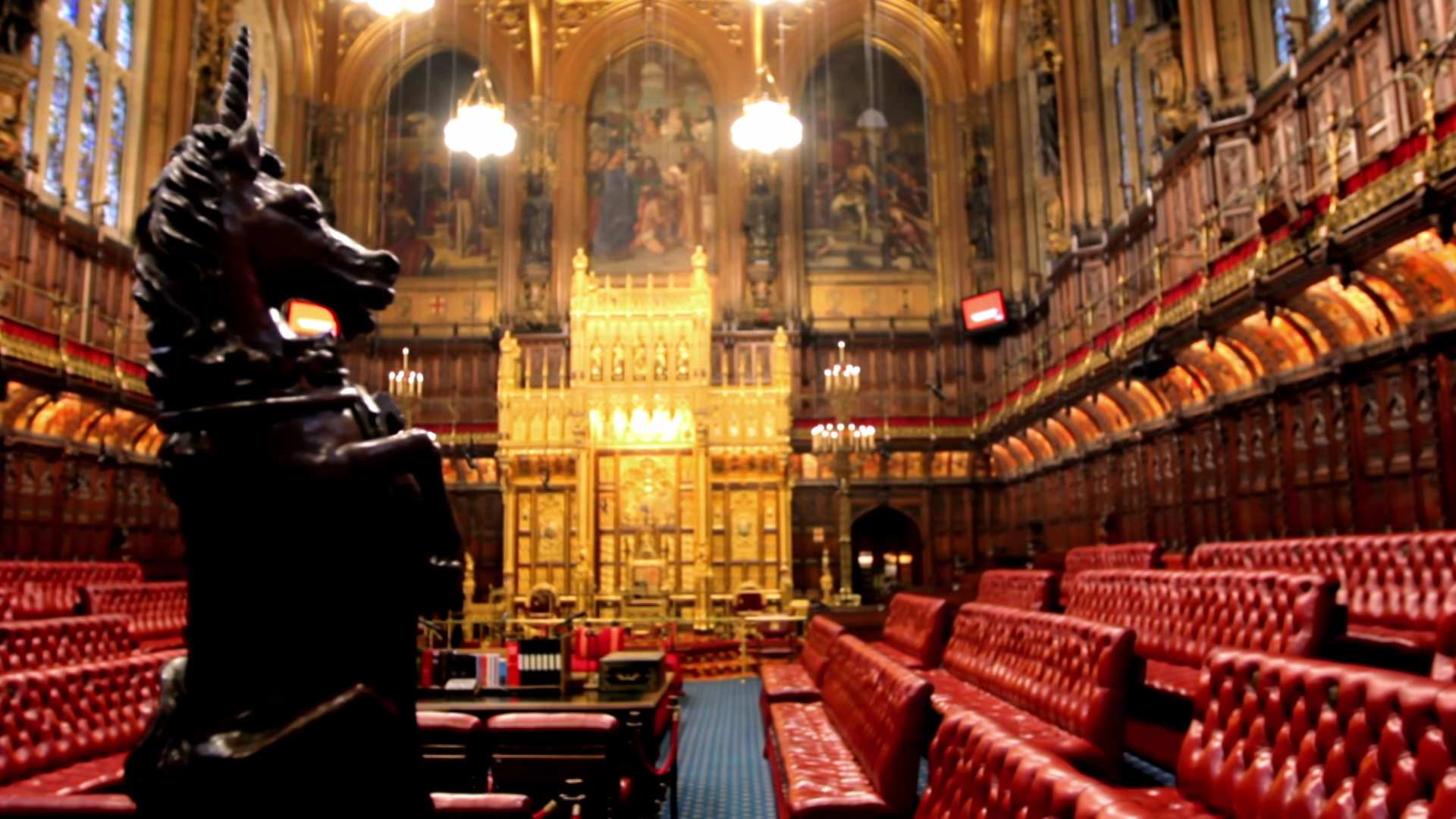
Верхня палата Великої Британії, Палата лордів

Сьогоденна ситуація у світі демонструє застарілість верхньої палати через її низьку ефективність, проте з плином часу вони модернізуються та підлаштовуються під нові умови існування політичної системи.

### Винятки у парламентських системах

#### Сенат Італії
У випадку Італії, всі попередні правила не діють, адже верхня палата має такі ж самі повноваження як і нижня, що іноді називають "ідеальним біпартизмом". Проте наслідком такої системи є політична нестабільність і постійна зміна урядів. У 2014 році прем'єр-міністр Італії Маттео Ренці ініціював зміни до конституції які б обмежили вплив Сенату Італії, проте реформа так і не була реалізована.

#### Бундесрат Німеччини
Існує помилкове припущення про те що у Німеччині дві палати парламенту, проте це не так. Бундесрат загалом є законодавчим органом проте він не є  палатою парламенту, а виконує функцію представництва земель на федеральному рівні. У Німеччині діє однопалатний парламент Бундестаг.

#### Федеральна рада Швейцарії
Існує поширена хибна думка, що Федеральна рада Швейцарії через складну політичну архітектуру є органом законодавчої влади, але це не так. Федеральна рада за своєю суттю є колективним та рівноправним уособленням виконавчої влади, де усі рішення ухвалюються голосуванням, а президент формально несе титул першого серед рівних. Законодавча влада Швейцарії представлена Федеральними зборами що поділяється на дві палати: Раду Кантонів (верхню палату) та Національну Раду (нижня палата).

### Президентська система
У президентських системах сильний вплив виконавчої влади змушує верхню палату грати роль стримувача політичних амбіцій президента, а отже зазвичай має повноваження:
- Затвердження членів уряду
- Ратифікація міжнародних договорів

### Скасування верхньої палати
Через низьку функціональність верхньої палати багато країн з часом відмовились від її функціювання, а саме: 
- Хорватія
- Данія
- Естонія
- Угорщина
- Ісландія
- Іран
- Нова Зеландія
- Перу
- Швеція
- Туреччина
- Венесуела

та багато канадських та індійських штатів.